# Asplenium × papyraceum
Asplenium × papyraceum là một loài dương xỉ trong họ Aspleniaceae. Loài này được Jermy & T.G. Walker N. Murak. & R.C. Moran mô tả khoa học đầu tiên năm 1993.